# Adolphe Ferrière
Adolphe Ferrière (Genebra, 30 de Agosto de 1879 - Genebra, 16 de Junho de 1960) foi um pedagogista suíço cujo trabalho pedagógico está estreitamente ligado ao movimento da Escola Nova, como um dos seus fundadores e eventualmente o seu maior ideólogo.
Ficou completamente surdo com 20 anos.
Em 1908, ele conheceu Isabelle Bugnion (1885-1969), professora de ciências naturais. e casaram-se em 1910. Ela foi assistente de seu marido e, acima de tudo, trabalhou como intérprete por causa de sua surdez. Eles tiveram um filho, Claude Ferrière (1916-2002).
Foi fundador do Bureau International d´Éducation Nouvelle (1899) e, juntamente com Pierre Bovet e Edouard Claparède, do Institut Jean Jacques Rousseau (1912).
Ficou conhecido, ainda, por ser o redator dos 30 pontos da Educação Nova, publicado pela primeira vez no livro Une École Nouvelle en Belgique (1915) [trad. Uma escola nova na Bélgica (2015) ], do pedagogo português radicado na Bélgica Faria Vasconcelos.
Ajudou igualmente a criar, em 1921, durante o I Congrès Internacional de l'Éducation Nouvelle, em Calais, na França, a Ligue Internacional pour l'Éducation Nouvelle.
Foi, durante muito tempo, director e colaborador da sua revista, Pour l'ere nouvelle. Esteve, também, a frente dos trabalhos do Bureau Internacional d'Éducation (criado em 1925).
A sua acção é caracterizada pela transformação e renovação da aprendizagem no Ensino, por oposição à velha escola e métodos tradicionais acusando-a de trocar a alegria do aprendiz pela inquietude, o regozijo pela gravidade, o movimento espontâneo das risadas pelo silêncio.
Apresenta a finalidade da Educação como uma forma de contribuir para o desenvolvimento infantil e suas potencialidades, numa educação para a liberdade.
Propõe o conceito da Escola Nova ou Activa cujo funcionamento estaria baseado no respeito aos interesses e necessidades das crianças, na qual a maior parte das questões importantes está em resolver a confiança e autenticidade delas.
Segundo Eliane Teresinha Peres, ele afirmava que: o “novo” professor deveria, entre outras coisas, ter autonomia pedagógica, dominar a ciência da infância, ser um observador tenaz, ser um provocador e condutor da espontaneidade das crianças, descobrir e despertar o interesse infantil, “ser contido” e não se antecipar às necessidades e interesses das crianças.
O nosso António Sérgio ajudou a traduzir algumas da sua obras e essas prefaciou-as. Quando o faz dirige-se a ele, Ferrière, como “um grande apóstolo da Educação Nova”.

## Obras principais
- A Escola Activa, 1920.
- A Educação Autónoma, 1926.
- A Liberdade da Criança na Escola Activa, 1928.
- Transformemos a Escola. Apelo aos pais e às autoridades. 1929.
- A escola por medida pelo molde do professor (1931).
- A Educação na Família - Novos Problemas Educacionais 1932.
- A lei biogenetica e a Escola Activa